# Eristalis cryptarum
Eristalis cryptarum es una especie de díptero de la familia de los sírfidos. Se distribuyen por el paleártico en Eurasia.